# 기여분
기여분(寄與分)이란 상속시 피상속인의 재산의 유지 또는 증가에 관하여 특별히 기여하였거나 피상속인을 특별히 부양한 자가 있는 경우이를 상속분 산정시 고려하는 상속법상 제도이다. 공동상속인 중에 피상속인의 재산의 유지 또는 증가에 관하여 특별히 기여한 자(피상속인을 특별히 부양한 사람을 포함한다)가 있을 때는 상속개시 당시의 피상속인의 재산가액(價額)에서 공동상속인의 협의로 정한 그 사람의 기여분을 공제한 것을 상속재산으로 보고 법정상속분과 대습상속분에 의하여 산정한 상속분에 기여분을 가산한 액(額)으로써 그 사람(기여분 수취인)의 상속분으로 한다. 협의가 되지 않거나 협의할 수 없는 때에는 기여자의 청구에 의하여 가정법원이 기여의 시기·방법 및 정도와 상속재산의 액 기타의 사정을 참작하여 기여분을 정한다. 기여분은 상속이 개시된 때의 피상속인의 재산가액에서 유증(遺贈)의 가액을 공제한 액을 넘지 못한다. 기여분 확인의 청구는 공동상속인의 상속재산분할의 청구 또는 분할 후의 피인지자(被認知者) 등의 상속분 지급 청구가 있을 경우에 할 수 있다(제1008조의 2). 개정된 가족법 상속편에 신설된 조항으로 피상속인의 생전에 조력·기여한 자의 권리를 인정하기 위함으로 권리를 주장할 수 있는 자격은 상속권자의 자격을 지닌 자이어야 한다. 구법에서 호주권의 하나이던 '분묘 등의 승계(제996조)'는 삭제되고 새로이 상속편에 '분묘에 속한 1정보 이내의 금양임야(禁養林野)와 600평 이내의 묘토(墓土)인 농지, 족보와 제구(祭具)의 소유권은 제사를 주재하는 자가 이를 승계한다.(제1000조의 3)'는 조항을 신설하였다.

## 판례

##### 기여분
- 망인은 공무원으로 종사하면서 적으나마 월급을 받아왔고 교통사고를 당하여 치료를 받으면서 처로부터 간병을 받았다고 하더라도 이는 부부간의 부양의무 이행의 일환일 뿐 망인의 상속재산 취득에 특별히 기여한 것으로 볼 수 없으며 또한 처가 위 망인과는 별도로 쌀 소매업 잡화상 여관업 등의 사업을 하여, 소득을 얻었다고 하더라도 이는 위 망인의 도움이 있었거나 망인과 공동으로 이를 경영한 것이고 더욱이 처는 위 망인과의 혼인생활 중인 경부터 경까지 사이에 상속재산인 이 사건 부동산들보다 더 1976. 1988. 많은 부동산들을 취득하여 처 앞으로 소유권이전등기를 마친 점 등에 비추어 보면 위 부동산의 취득과 유지에 있어 위 망인의 처로서 통상 기대되는 정도를 넘어 특별히 기여한 경우에 해당한다고는 볼 수 없다.[1]

- 민법이 친족 사이의 부양에 관하여 그 당사자의 신분관계에 따라 달리 규정하고 피상속인을 특별히 부양한 자를 기여분을 인정받을 수 있는 자에 포함시키는 제 조의 규정을 신설함과 아울러 재산상속인이 1008 2동시에 호주상속을 할 경우에 그 고유의 상속분의 할을 가산하도록 한 규정을 삭제한 취지에 비추어 볼 5때 성년인 자가 부양의무의 존부나 그 순위에 구애됨이 없이 스스로 장기간 그 부모와 동거하면서 생계유지의 수준을 넘는 부양자 자신과 같은 생활수준을 유지하는 부양을 한 경우에는 부양의 시기 방법 및 정도의 면에서 각기 특별한 부양이 된다고 보아 각 공동상속인 간의 공평을 도모한다는 측면에서 그 부모의 상속재산에 대하여 기여분을 인정함이 상당하다.[2]
- 공동상속인 중 피상속인의 재산의 유지 또는 증가에 관하여 특별히 기여하거나 피상속인을 특별히 부양한 자가 있는 경우 그 기여분의 산정은 공동상속인들의 협의에 의하여 정하도록 되어 있고 협의가 되지 않거나 협의할 수 없는 때에는 기여자의 신청에 의하여 가정법원이 심판으로 이를 정하도록 되어 있으므로 이와 같은 방법으로 기여분이 결정되기 전에는 유류분반환청구소송에서 피고가 된 기여상속인은 상속재산 중 자신의 기여분을 공제할 것을 항변으로 주장할 수 없다.[3]
- 기여분은 상속재산분할의 전제문제로서의 성격을 갖는 것이므로 상속재산분할의 청구나 조정신청이 있는 경우에 한하여 기여분 결정청구를 할 수 있고 다만 예외적으로 상속재산분할 후에라도 피인지자나 재판의 확정에 의하여 공동상속인이 된 자의 상속분에 상당한 가액의 지급청구가 있는 경우에는 기여분의 결정청구를 할 수 있다고 해석되며 상속재산분할의 심판청구가 없음에도 단지 유류분반환청구가 있다는 사유만으로는 기여분 결정청구가 허용된다고 볼 것은 아니다.[4]

- 공동상속인의 상속분은 그 유류분을 침해하지 않는 한 피상속인이 유언으로 지정한 때에는 그에 의하고 그러한 유언이 없을 때에는 법정상속분에 의하나 피상속인으로부터 재산의 증여 또는 유증을 받은 자는 그 수증재산이 자기의 상속분에 부족한 한도 내에서만 상속분이 있고 피상속인이 재산의 유지 또는 증가에 특별히 기여하거나 피상속인을 특별히 부양한 공동상속인은 상속개시 당시의 피상속인의 재산가액에서 그 기여분을 공제한 액을 상속재산으로 보고 지정상속분 또는 법정 상속분에 기여분을 가산한 액으로써 그 자의 상속분으로 하므로 지정상속분이나 법정상속분이 곧 공동상속인의 상속분이 되는 것이 아니고 특별수익이나 기여분이 있는 한 그에 의하여 수정된 것이 재산분할의 기준이 되는 구체적 상속분이라 할 수 있다[5].

## 같이 보기
- 특별연고자